# Міністр сільського господарства США
Міністр сільського господарства США (англ. United States Secretary of Agriculture) — глава Міністерства сільського господарства США. Нинішній міністр — Брук Роллінз.

## Міністри сільського господарства
| #  | зображення     | ім'я і прізвище | рідний штат     | термін на посаді | термін на посаді | адміністрація президента США, в якій був на посаді |
| #  | зображення     | ім'я і прізвище | рідний штат     | початок          | кінець           | адміністрація президента США, в якій був на посаді |
| -- | -------------- | --------------- | --------------- | ---------------- | ---------------- | -------------------------------------------------- |
| 22 | Річард Лінг    | Річард Лінг     | Каліфорнія      | 7 березня 1986   | 21 січня 1989    | Рональд Рейган                                     |
| 23 | Клейтон Йітер  | Клейтон Йітер   | Небраска        | 16 лютого 1989   | 1 березня 1991   | Джордж Герберт Вокер Буш                           |
| 24 | Едвард Медіган | Едвард Медіган  | Іллінойс        | 8 березня 1991   | 20 січня 1993    | Джордж Герберт Вокер Буш                           |
| 25 | Майк Еспі      | Майк Еспі       | Міссісіпі       | 22 січня 1993    | 31 грудня 1994   | Білл Клінтон                                       |
| 26 | Ден Глікман    | Ден Глікман     | Канзас          | 30 березня 1995  | 19 січня 2001    | Білл Клінтон                                       |
| 27 | Енн Венеман    | Енн Венеман     | Каліфорнія      | 20 січня 2001    | 20 січня 2005    | Джордж Вокер Буш                                   |
| 28 | Майк Джоханнс  | Майк Джоханнс   | Небраска        | 21 січня 2005    | 20 вересня 2007  | Джордж Вокер Буш                                   |
| 29 | Едвард Шейфер  | Ед Шейфер       | Північна Дакота | 28 січня 2008    | 20 січня 2009    | Джордж Вокер Буш                                   |
| 30 | Том Вілсек     | Том Вілсек      | Айова           | 20 січня 2009    | 13 січня 2017    | Барак Обама                                        |
| 31 | Сонні Пердью   | Сонні Пердью    | Джорджія        | 25 квітня 2017   | 20 січня 2021    | Дональд Трамп                                      |
| 32 | Том Вілсек     | Том Вілсек      | Айова           | 24 лютого 2021   | 20 січня 2025    | Джо Байден                                         |
| 33 | Брук Роллінз   | Брук Роллінз    | Техас           | 13 лютого 2025   |                  | Дональд Трамп                                      |